# Centro de Formación Técnica La Araucana
El Centro de Formación Técnica La Araucana fue un centro de formación técnica de Chile, creado en 2003 bajo el alero de la Caja de Compensión La Araucana y del Instituto Profesional La Araucana. Inició su actividad en 2004, y anunció su cierre en 2014, debido a problemas financieros de la corporación. Al momento de su cierre, alcanzó a tener más de dos mil estudiantes, quienes se integraron al Instituto Profesional La Araucana.
Posterior a su cierre, le siguió el cierre del Instituto La Araucana, la Universidad La Araucana y el de su red de colegios.

## Escuelas
- Gestión Empresarial
- Gestión Tecnológica
- Desarrollo Social